# Aporhoptrina
Aporhoptrina es un género de polillas monotípico perteneciente a la familia Geometridae. El género fue descrita por primera vez por Eugen Wehrli en 1937. Su única especie, Aporhoptrina semiorbiculata, (en japonés) アトムスジエダシャク, fue descrita por Christoph en 1881 y se encuentra en Asia.

## Descripción
Es una polilla pequeña con una envergadura de 23 a 27 milímetros (0,9 a 1,1 plg). Las antenas son bipectinadas y setáceas, de color marrón grisáceo. El cuerpo y sus patas son amarillas, con manchas negras. Por su parte, las alas son blancas y cuentan con tres bandas anteriores oscuras, rodeando una mancha discal central.
Los palpos son bastante prominentes, negruzcos en la parte superior con un segmento terminal amarillento. El tórax, las patas y parte del abdomen, son amarillos. Las patas traseras presentan dos pares de espolones. La cabeza, el collar del cuello, la parte superior de la espalda y el abdomen son de color amarillo rojizo, con manchas negras.

## Distribución
Se ha descrito en las islas de Hokkaidō, Honshu, Shikoku y Kyūshū así como en Siberia, Corea y China. Se ha confirmado la especie también en las prefecturas de Ishikawa, Fukui, Toyama y Gifu. La polilla frecuenta en bosques caducifolios húmedos.